# Henry Rojas (cyclisme)
Pour les articles homonymes, voir Rojas.
Rojas  Sánchez est un nom espagnol. Le premier nom de famille, en général paternel, est Rojas ; le second, en général maternel, souvent omis, est Sánchez.
Henry Antonio Rojas Sánchez, né le 26 mars 1999, est un coureur cycliste nicaraguayen.

## Biographie
Chez les juniors (moins de 19 ans), Henry Rojas se distingue en devenant champion national à deux reprises (en 2016 et en 2017). L'année suivante, il est champion du Nicaragua sur route et deuxième du contre-la-montre dans la catégorie espoirs (moins de 23 ans). 
En 2020, il est sacré double champion national espoirs, en ligne et en contre-la-montre. Il monte également sur le podium du Tour du Nicaragua (deuxième du général), après avoir déjà terminé troisième l'année précédente. 

## Palmarès
- 2016
  -  Champion du Nicaragua sur route juniors
- 2017
  -  Champion du Nicaragua sur route juniors
- 2018
  -  Champion du Nicaragua sur route espoirs
  - 2e du championnat du Nicaragua du contre-la-montre espoirs
- 2019
  -  Champion du Nicaragua sur route espoirs
  - Europa Tour
  - Clásica Madriz
  - 2e du championnat du Nicaragua du contre-la-montre espoirs
  - 3e du Tour du Nicaragua
- 2020
  -  Champion du Nicaragua sur route espoirs
  -  Champion du Nicaragua du contre-la-montre espoirs
  - 2e du Tour du Nicaragua
  -  Médaillé de bronze du championnat d'Amérique centrale sur route espoirs
- 2021
  -  Champion du Nicaragua du contre-la-montre espoirs
  - 3e du championnat du Nicaragua sur route espoirs
- 2022
  - Tour du Nicaragua :
    - Classement général
    - 3e étape
- 2024
  - 5e étape du Tour du Honduras
  - 2e du championnat du Nicaragua du contre-la-montre
  - 2e du championnat du Nicaragua sur route